# Ponciano Arriaga International Airport
Ponciano Arriaga International Airport är en flygplats i Mexiko.   Den ligger i kommunen San Luis Potosí och delstaten San Luis Potosí, i den centrala delen av landet, 400 km nordväst om huvudstaden Mexico City. Ponciano Arriaga International Airport ligger 1 839 meter över havet.
Terrängen runt Ponciano Arriaga International Airport är en högslätt. Runt Ponciano Arriaga International Airport är det tätbefolkat, med 570 invånare per kvadratkilometer. Närmaste större samhälle är San Luis Potosí, 12,6 km söder om Ponciano Arriaga International Airport. Trakten runt Ponciano Arriaga International Airport består till största delen av jordbruksmark.